# Vertical (Setmanari de Sabadell)
Vertical (Setmanari de Sabadell) va ser un setmanari bilingüe sabadellenc que es va publicar des del 28 d'octubre de 1932 al 28 de desembre de 1938. Editat inicialment per la Federació Local de Sindicats de Sabadell-CNT, Vertical va viure tres etapes que van condicionar la periodicitat amb què va ser publicat així com la llengua en què apareixien escrits els seus texts.

## Origen

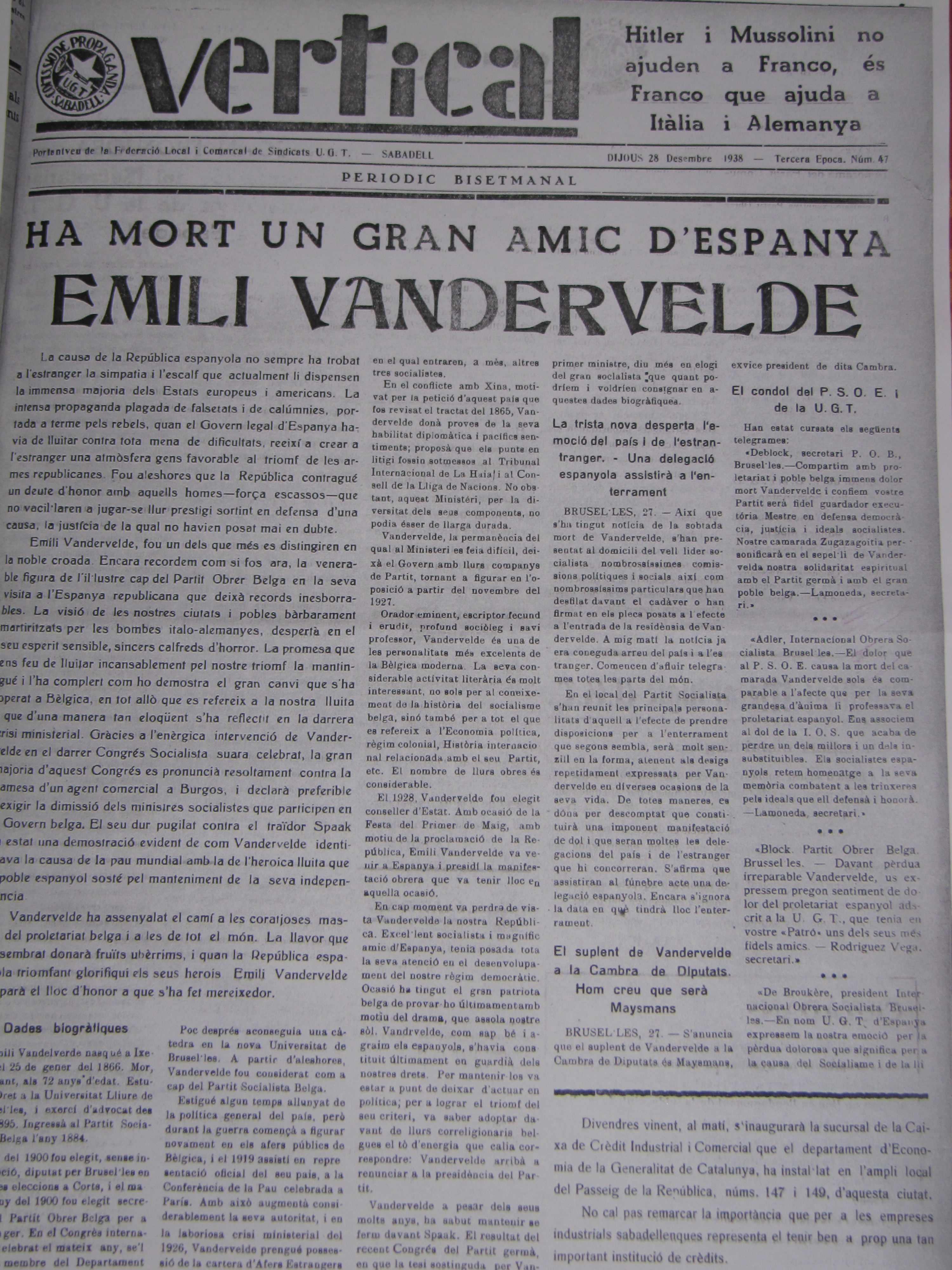
Portada de l'últim número de Vertical (28 de desembre de 1938)

El setmanari Vertical va veure la llum el 28 d'octubre de 1932. Es va publicar a la ciutat de Sabadell i sortia cada divendres. Fou un setmanari bilingüe, de manera que dos terços de la publicació eren escrits en castellà i un terç en català. Vertical fou concebut com a òrgan de la Federació Local de Sindicats de Sabadell-CNT. La FLS va ser hereva del moviment obrer sabadellenc del segle xix, d'ideologia anarcosindicalista i caracteritzada per posseir un esperit reivindicatiu i revolucionari. Vertical fou el setmanari ideològic que serví com a mitjà de propaganda de la FLS.

## Història
En paraules de l'historiador Andreu Castells: Vertical és la síntesi de l'esforç dels sindicalistes sabadellencs que intentaven la continuació directa del moviment obrer local, al marge d'una CNT, cada dia més influïda per la via insurreccional de la FAI.

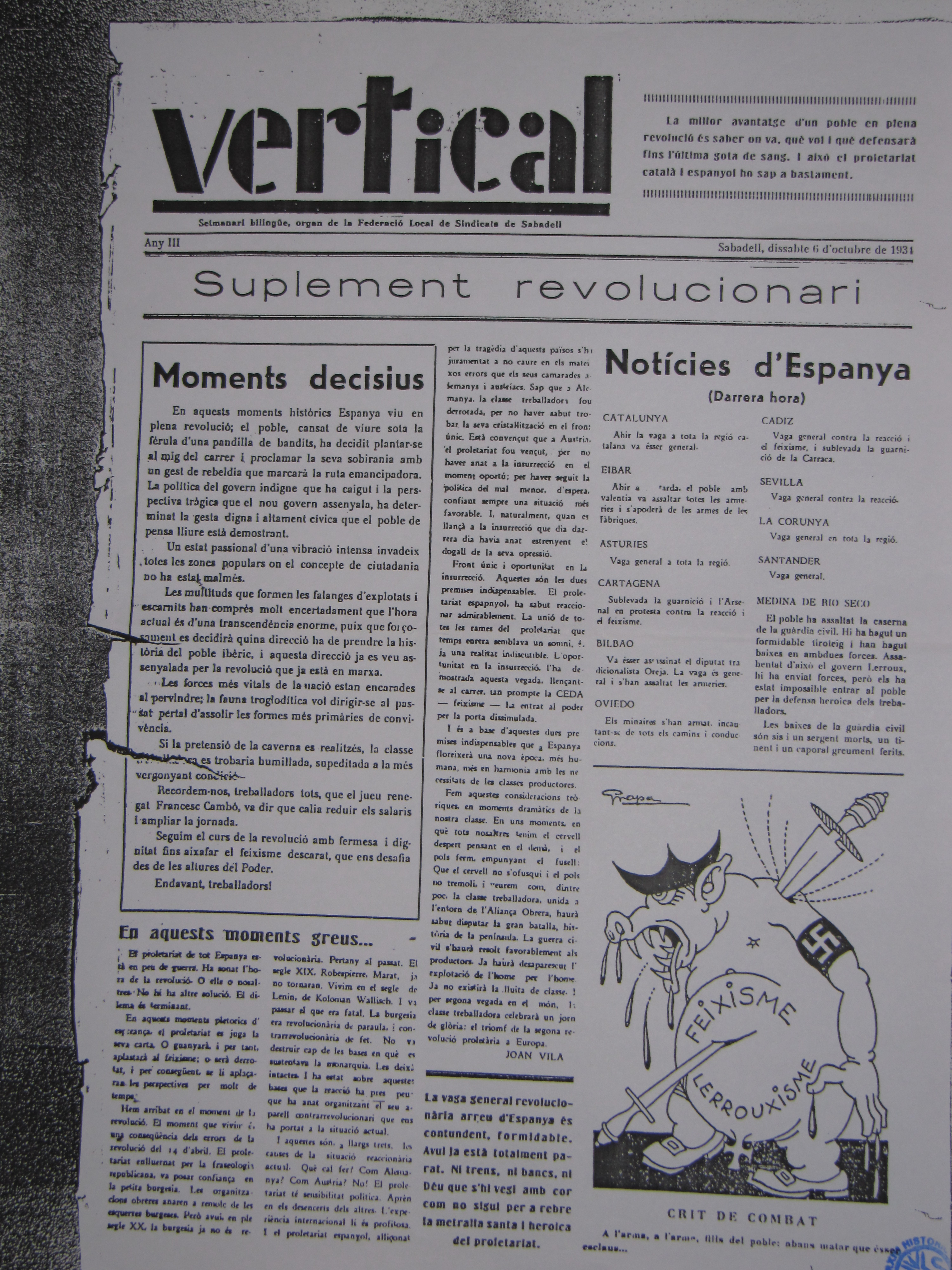
Portada del Suplement Revolucionari de Vertical (6 d'octubre de 1934)

En la tercera etapa de Vertical, la redacció del diari va ubicar-se al carrer Feliu Crespí 6. Arran de la Guerra Civil espanyola, va haver de veure reduïda la seva paginació, que va passar de quatre pàgines a només dues. Vertical va ser una publicació setmanal en la seva primera etapa, diària en la segona i bisetmanal (sortia dilluns i dijous) en la seva tercera època. Els efectes de la Guerra Civil espanyola obligaven a que la publicació fos més modesta per falta de finançament. Per la seva part, la censura començava a produir estralls en els texts originals del redactors. D'aquí que Vertical passés de ser un diari en la segona etapa a ser una publicació amb periodicitat bisetmanal.

## Característiques
Vertical era un diari en format llençol. Durant la seva primera etapa tenia quatre pàgines, dos terços d'elles amb texts en castellà i un terç amb texts en català. No tenia seccions, únicament un apartat anomenat “Notes Pregades” i un altre que deia “Vida Sindical”. A la capçalera, juntament amb el logotip de Vertical, solien aparèixer a banda dreta i esquerra, dues frases de tipus filosòfic o interpretatiu de la realitat del moment des del punt de vista obrer com a recurs per a fer propaganda del moviment sindical. Vertical va arribar a tenir una tirada de 3.500 exemplars.
En la seva segona etapa, la publicació es va editar únicament en català. A partir d'aquí són habituals els editorials en primera pàgina. A cada número de Vertical s'observa una anotació, amb lletra pròpia d'un titular, que adverteix: Revisat com a manera d'indicar que els texts havien passat per censura. Serà a partir del número 400, aproximadament, quan l'advertència serà més explícita: Revisat per la Censura. En aquest període només apareix una frase al costat de la capçalera en lloc de dues, com s'havia fet fins aleshores. S'observa, també, la presència, en l'encapçalament, del segell de la Comissió de Propaganda Sabadell UGT. En aquesta època es comença a distribuir la informació en seccions: Notes Pregades; Comentaris de Premsa; Noticiari Local; Última Hora; Informació Nacional; Informació Estrangera; Esports; Cartellera d'Espectacles i De l'Ajuntament. També comença a ser habitual la publicitat, sense secció de classificats pròpiament dita i amb tres anuncis per paraules, com a molt, distribuïts al llarg de cada número de la publicació.
Durant la tercera etapa de Vertical, la publicació va sortir a la llum amb només dues pàgines, un full escrit per les dues cares. Posseïa les mateixes característiques que el Vertical de la segona època.
En general, Vertical es caracteritzà per posseir textos molt densos que no permetien el descans visual. El text es presentava a sang i justificat. També utilitzava tipografies diferents per als titulars. Les notícies es discernien les unes de les altres mitjançant filets molt fins entre textos. També s'observen les primeres infografies en forma de taules que ajudaven a una millor comprensió de la informació econòmica.
No contenia fotografies. Les úniques imatges presents eren petits dibuixos i un acudit gràfic que solia aparèixer en primera pàgina, obra del dibuixant i militant de la FLS Gustau Vila i Berguedà "Grapa". En els dibuixos, apareixien caricaturitzats estereotips socials: ciutadans burgesos, camperols, obrers, clergues, etc. o ideologies polítiques: sindicalisme, feixisme, lerrouxisme, etc. Els acudits gràfics sempre apareixien com una sàtira contra tots aquells estereotips socials o ideologies que amenacen al moviment sindicalista o contra els quals lluita.

## Plantilla
Director
- Josep Castells Candiri

Dirigent de la Federació Local de Sindicats. De vegades signava els seus textos com a J.Castells, però, d'altres, utilitzava pseudònims com Pep de la Rosa (nom amb què se'l va conèixer com a director de la publicació) o Joan de la Son.
Redactors i col·laboradors
- S.Vera
- Gonzalo Soler
- Juan López
- Juan del Monte
- Ricard Mella
- R.Bueso
- R.Bellao Sumer

Aquests van ser redactors habituals. Però, als diferents números de Vertical, apareixen molts texts signats per autors diferents dels quals no es té la seguretat de si van ser redactors o col·laboradors de la publicació. Malgrat això es té la certesa que Vertical publicava texts procedents de col·laboradors afiliats a la Federació Local de Sindicats. Una mostra és la nota de redacció publicada el 25 de novembre de 1932, on s'advertia:
| « | Rogamos a todos nuestros colaboradores tengan en cuenta las dimensiones de VERTICAL. Recibimos originales que, por su extensión, es imposible publicar. Para escribir largo es imprescindible hacerlo muy bien, y entre nosotros es rarísima esa cualidad. No se enfanden los que no vean sus artículos publicados, estamos obligados para cuidar en lo posible el buen gusto tirar muchas cosas al cesto por ser innecesariamente largas. Igualmente advertimos de nuevo que es inútil se los envíen originales escritos por las dos caras, irán al cesto. | » |